# 양자리 30 Bb
양자리 30 Bb(30 Arietis Bb)는 F형 주계열성 양자리 30 B 주위를 돌고 있는 외계 행성으로, 지구로부터 약 129 광년 떨어진 곳에 있다.

## 특징
이 행성의 최소 질량은 목성의 10배에 가깝다. 궤도경사각이 밝혀지지 않았기 때문에 양자리 30 Bb의 실제 질량은 밝혀지지 않았다. 십여 년 내로 측정천문학적 기술을 이용하여 이 천체의 궤도경사각을 밝혀낼 수 있을 것이며, 결과에 따라 이 천체가 행성인지 갈색 왜성인지를 판가름지을 수 있을 것이다. 다만 최소 질량을 기준으로 놓고 보더라도 이 행성은 내부열 때문에 표면 온도는 수백 켈빈 정도로 뜨거울 것이다. b가 어머니 항성으로부터 떨어진 거리는 지구와 태양 거리보다 고작 0.005 천문단위(70만 킬로미터) 가까울 정도로 비슷하다. 그러나 이는 평균거리이며, 실제 b의 이심률은 매우 크다. b는 별에 가까울 때는 0.708 천문단위까지 다가서며(이는 금성 거리보다 좀 더 가깝다), 멀어질 때는 1.283 천문단위까지 물러난다(이는 지구와 화성의 중간 정도 거리이다). 이 행성은 수많은 외계 위성을 거느리고 있을 가능성이 있다. 가능성은 적으나 화성, 지구 혹은 그보다 더 무거운 슈퍼지구급 천체를 위성으로 거느릴 수도 있을 것이며, 이런 위성에서는 외계 생명이 자라날 수도 있다.
양자리 30 Bb는 2009년 11월 27일 칼 슈바르츠실트 천문대 Alfred-Jensch 망원경에 내장된 에쉘르 분광사진기를 이용, 정교한 시선속도법을 사용하여 발견했다.

## 참고 문헌
- (영어) Guenther;  외. (2009). “A substellar component orbiting the F-star 30 Arietis B”. 《Astronomy & Astrophysics》 507 (3): 1659-1665. doi:10.1051/0004-6361/200912112. (웹 견본 인쇄)